# José de Campos Contente
José de Campos Contente (Coimbra (Santa Clara), 15 de Janeiro de 1907 — Coimbra, Abril de 1957), mais conhecido por José Contente, foi um pintor e professor de pintura que se notabilizou no campo do desenho e da gravura.
Foi casado com a senhora Maria Cândida Veloso, com quem teve uma filha.
Está sepultado no cemitério da Conchada, em Coimbra.